# António Pinto Pereira (político)
António José Cerejo Pinto Pereira (Luanda, 26 de Agosto de 1964) é um advogado, professor universitário e político luso-angolano. Actualmente, é candidato independente com o apoio da coligação NOVA DIREITA e NÓS CIDADÃOS à presidência da Câmara Municipal de Cascais, nas Eleições Autárquicas de 2025.

## Biografia
Nascido em Luanda, Angola, onde cresceu. Estudou no Instituto dos Pupilos do Exército.
Formado em Direito, divide principalmente a carreira profissional entre a advocacia e a docência universitária. Concluiu o doutoramento e a agregação em relações internacionais no Instituto Superior de Ciências Sociais e Políticas da Universidade de Lisboa (ISCSP-UL), onde é Professor Auxiliar.
Tem cerca de trinta livros e trabalhos publicados, principalmente na área do Direito da União Europeia.
Contribui regularmente em vários meios de comunicação social, principalmente como comentador residente no programa Você na TV!, da TVI, onde fazia crónica criminal.
Em Janeiro de 2024, foi confirmado como cabeça de lista do partido Chega pelo circulo eleitoral de Coimbra nas eleições legislativas de 2024. A 10 de Março de 2024, foi eleito deputado à Assembleia da República.
Em julho, através das suas redes sociais, oficializou a sua candidatura como independente à presidência da Câmara Municipal de Cascais.

## Resultados eleitorais

### Eleições legislativas
| Data | Partido | Partido | Círculo eleitoral | Posição    | CI. | Votos  | %              | +/-  | Status | Notas |
| ---- | ------- | ------- | ----------------- | ---------- | --- | ------ | -------------- | ---- | ------ | ----- |
| 2024 |         | Chega   | Coimbra           | 1.º (em 9) | 3.º | 37 412 | 15,46 / 100,00 | 9,33 | Eleito |       |